# Isotopes du molybdène
Le molybdène (Mo, numéro atomique 42) possède 33 isotopes connus, de nombre de masse variant entre 83 et 115, et 8 isomères nucléaires. Parmi ces isotopes, les six stables, 92Mo, 94Mo, 95Mo, 96Mo, 97Mo et 98Mo, et le radioisotope 100Mo représentent l'intégralité du molybdène naturellement présent, le plus abondant étant 98Mo (24,14 %). On attribue au molybdène une masse atomique standard de 95,95(1) u.
Parmi les 26 radioisotopes artificiels du molybdène, les plus stables sont 93Mo (demi-vie de 4 ans) et 99Mo (2,75 jours). Tous les autres isotopes ont des demi-vie inférieure à une heure, et la plupart à une minute. L'isomère nucléaire le plus stable est 93mMo, avec une demi-vie de 6,85 heures.
Les radioisotopes plus légers que les isotopes stables (A < 92) se désintègrent principalement par émission de positron (β+) en isotopes du niobium. Les radioisotopes plus lourds (A > 99) se désintègrent eux principalement par désintégration β− en isotopes du technétium, à l'exception de 100Mo qui se désintègre par double émission β− en 100Ru. 93Mo lui se désintègre principalement par capture électronique en 93Nb.
Les isotopes 90, 91m, 91, 93m, 93, 99, 101, 102 et 105 du molybdène sont des produits de fission ou d'activation neutronique introduits dans l'environnement par les essais nucléaires, ou des fuites ou émissions autorisées d'installations nucléaires (usines de traitement du combustible nucléaire usé).
Selon l'IRSN (2003), « Le molybdène est un élément relativement mal connu sur le plan radioécologique ». Le 99Mo, mieux connu est émetteur β— dont la période radioactive est courte (66 heures, ce qui explique qu'il est très rarement et difficilement détecté dans l'environnement). Son activité massique de 1,75×1016 Bq.g-1. Ses émissions principales par désintégration sont 443 keV (82 % du rendement d'émission) ; 133 keV (17 % du rendement d'émission) ; 290 keV (1 % du rendement d'émission). Sa cinétique environnementale et métabolique est mal connue.
Dans l'eau, les crustacés le bioaccumulent (facteur de concentration = 100), de même que les mollusques filtreurs (facteur de concentration = 100) et moindrement les poissons (facteur de concentration = 10 à 20 pour le poisson entier, mais Short & al. (1973) ont étudié la fixation et la bioaccumulation de 99Mo (comme traceur) puis de molybdène en ajout, pour quelques espèces de poissons, dans le lac Michigan et en laboratoire, démontrant que ce radionucléide est 2 fois plus concentré dans la rate et le foie que dans les parties musculaires).

## Isotopes notables

### Molybdène naturel
Le molybdène naturel est composé des six isotopes stables 92Mo, 94Mo, 95Mo, 96Mo, 97Mo et 98Mo, et du radionucléide primordial (demi-vie de 1 × 1019 années), 100Mo. Tous les isotopes stables sont cependant théoriquement capables de fission spontanée, bien que cette dernière n'ait été observée dans aucun des cas. De même, 92Mo et 98Mo sont soupçonnés d'être faiblement radioactifs, se désintégrant par double émission bêta β, respectivement en 92Zr et 98Ru avec des demi-vies supérieures à 1,9 × 1020 années et 1 × 1014 années, mais encore une fois de telles désintégrations n'ont encore jamais été observées
| Isotope | Abondance (pourcentage molaire) |
| ------- | ------------------------------- |
| 92Mo    | 14,77 (31) %                    |
| 94Mo    | 9,23 (10) %                     |
| 95Mo    | 15,90 (9) %                     |
| 96Mo    | 16,68 (1) %                     |
| 97Mo    | 9,56 (5) %                      |
| 98Mo    | 24,19 (26) %                    |
| 100Mo   | 9,67 (20) %                     |

## Table des isotopes
| Symbole de l'isotope | Z (p)                | N (n)                | Masse isotopique (u) | Demi-vie                 | Mode(s) de désintégration, | Isotope(s) fils | Spin nucléaire |
| Symbole de l'isotope | Énergie d'excitation | Énergie d'excitation | Énergie d'excitation | Demi-vie                 | Mode(s) de désintégration, | Isotope(s) fils | Spin nucléaire |
| -------------------- | -------------------- | -------------------- | -------------------- | ------------------------ | -------------------------- | --------------- | -------------- |
| 83Mo                 | 42                   | 41                   | 82,94874(54)#        | 23(19) ms [6(+30-3) ms]  | β+                         | 83Nb            | 3/2-#          |
| 83Mo                 | 42                   | 41                   | 82,94874(54)#        | 23(19) ms [6(+30-3) ms]  | β+, p                      | 82Zr            | 3/2-#          |
| 84Mo                 | 42                   | 42                   | 83,94009(43)#        | 3,8(9) ms [3,7(+10-8) s] | β+                         | 84Nb            | 0+             |
| 85Mo                 | 42                   | 43                   | 84,93655(30)#        | 3,2(2) s                 | β+                         | 85Nb            | (1/2-)#        |
| 86Mo                 | 42                   | 44                   | 85,93070(47)         | 19,6(11) s               | β+                         | 86Nb            | 0+             |
| 87Mo                 | 42                   | 45                   | 86,92733(24)         | 14,05(23) s              | β+ (85 %)                  | 87Nb            | 7/2+#          |
| 87Mo                 | 42                   | 45                   | 86,92733(24)         | 14,05(23) s              | β+, p (15 %)               | 86Zr            | 7/2+#          |
| 88Mo                 | 42                   | 46                   | 87,921953(22)        | 8,0(2) min               | β+                         | 88Nb            | 0+             |
| 89Mo                 | 42                   | 47                   | 88,919480(17)        | 2,11(10) min             | β+                         | 89Nb            | (9/2+)         |
| 89mMo                | 387,5(2) keV         | 387,5(2) keV         | 387,5(2) keV         | 190(15) ms               | TI                         | 89Mo            | (1/2-)         |
| 90Mo                 | 42                   | 48                   | 89,913937(7)         | 5,56(9) h                | β+                         | 90Nb            | 0+             |
| 90mMo                | 2874,73(15) keV      | 2874,73(15) keV      | 2874,73(15) keV      | 1,12(5) µs               |                            |                 | 8+#            |
| 91Mo                 | 42                   | 49                   | 90,911750(12)        | 15,49(1) min             | β+                         | 91Nb            | 9/2+           |
| 91mMo                | 653,01(9) keV        | 653,01(9) keV        | 653,01(9) keV        | 64,6(6) s                | TI (50,1 %)                | 91Mo            | 1/2-           |
| 91mMo                | 653,01(9) keV        | 653,01(9) keV        | 653,01(9) keV        | 64,6(6) s                | β+ (49,9 %)                | 91Nb            | 1/2-           |
| 92Mo                 | 42                   | 50                   | 91,906811(4)         | Observé stable           | Observé stable             | Observé stable  | 0+             |
| 92mMo                | 2760,46(16) keV      | 2760,46(16) keV      | 2760,46(16) keV      | 190(3) ns                |                            |                 | 8+             |
| 93Mo                 | 42                   | 51                   | 92,906813(4)         | 4000(800) a              | CE                         | 93Nb            | 5/2+           |
| 93mMo                | 2424,89(3) keV       | 2424,89(3) keV       | 2424,89(3) keV       | 6,85(7) h                | TI (99,88 %)               | 93Mo            | 21/2+          |
| 93mMo                | 2424,89(3) keV       | 2424,89(3) keV       | 2424,89(3) keV       | 6,85(7) h                | β+ (0,12 %)                | 93Nb            | 21/2+          |
| 94Mo                 | 42                   | 52                   | 93,9050883(21)       | Stable                   | Stable                     | Stable          | 0+             |
| 95Mo                 | 42                   | 53                   | 94,9058421(21)       | Stable                   | Stable                     | Stable          | 5/2+           |
| 96Mo                 | 42                   | 54                   | 95,9046795(21)       | Stable                   | Stable                     | Stable          | 0+             |
| 97Mo                 | 42                   | 55                   | 96,9060215(21)       | Stable                   | Stable                     | Stable          | 5/2+           |
| 98Mo                 | 42                   | 56                   | 97,9054082(21)       | Observé stable           | Observé stable             | Observé stable  | 0+             |
| 99Mo,                | 42                   | 57                   | 98,9077119(21)       | 2,7489(6) d              | β−                         | 99mTc           | 1/2+           |
| 99m1Mo               | 97,785(3) keV        | 97,785(3) keV        | 97,785(3) keV        | 15,5(2) µs               |                            |                 | 5/2+           |
| 99m2Mo               | 684,5(4) keV         | 684,5(4) keV         | 684,5(4) keV         | 0,76(6) µs               |                            |                 | 11/2-          |
| 100Mo,               | 42                   | 58                   | 99,907477(6)         | 8,5(5)×1018 a            | β−β−                       | 100Ru           | 0+             |
| 101Mo                | 42                   | 59                   | 100,910347(6)        | 14,61(3) min             | β−                         | 101Tc           | 1/2+           |
| 102Mo                | 42                   | 60                   | 101,910297(22)       | 11,3(2) min              | β−                         | 102Tc           | 0+             |
| 103Mo                | 42                   | 61                   | 102,91321(7)         | 67,5(15) s               | β−                         | 103Tc           | (3/2+)         |
| 104Mo                | 42                   | 62                   | 103,91376(6)         | 60(2) s                  | β−                         | 104Tc           | 0+             |
| 105Mo                | 42                   | 63                   | 104,91697(8)         | 35,6(16) s               | β−                         | 105Tc           | (5/2-)         |
| 106Mo                | 42                   | 64                   | 105,918137(19)       | 8,73(12) s               | β−                         | 106Tc           | 0+             |
| 107Mo                | 42                   | 65                   | 106,92169(17)        | 3,5(5) s                 | β−                         | 107Tc           | (7/2-)         |
| 107mMo               | 66,3(2) keV          | 66,3(2) keV          | 66,3(2) keV          | 470(30) ns               |                            |                 | (5/2-)         |
| 108Mo                | 42                   | 66                   | 107,92345(21)#       | 1,09(2) s                | β−                         | 108Tc           | 0+             |
| 109Mo                | 42                   | 67                   | 108,92781(32)#       | 0,53(6) s                | β−                         | 109Tc           | (7/2-)#        |
| 110Mo                | 42                   | 68                   | 109,92973(43)#       | 0,27(1) s                | β− (>99,9 %)               | 110Tc           | 0+             |
| 110Mo                | 42                   | 68                   | 109,92973(43)#       | 0,27(1) s                | β−, n (<0,1 %)             | 109Tc           | 0+             |
| 111Mo                | 42                   | 69                   | 110,93441(43)#       | 200# ms [>300 ns]        | β−                         | 111Tc           |                |
| 112Mo                | 42                   | 70                   | 111,93684(64)#       | 150# ms [>300 ns]        | β−                         | 112Tc           | 0+             |
| 113Mo                | 42                   | 71                   | 112,94188(64)#       | 100# ms [>300 ns]        | β−                         | 113Tc           |                |
| 114Mo                | 42                   | 72                   | 113,94492(75)#       | 80# ms [>300 ns]         |                            |                 | 0+             |
| 115Mo                | 42                   | 73                   | 114,95029(86)#       | 60# ms [>300 ns]         |                            |                 |                |

1. ↑  En gras pour les isotopes avec des demi-vies plus grandes que l'âge de l'univers (presque stables).
2. ↑  Abréviations :
CE : capture électronique ;
TI : transition isomérique.
3. ↑  Isotopes stables en gras.
4. ↑  Soupçonné de subir une désintégration β+β+ en 92Zr avec une demi-vie supérieure à 1,9×1020 années.
5. 1 2 3 4  Théoriquement capable de fission spontanée.
6. 1 2 3 4 5  Produit de fission.
7. ↑  Soupçonné de subir une désintégration β−β− en 98Ru avec une demi-vie supérieure à 1×1014 années.
8. ↑  Utilisé pour produire le radioisotope technétium 99m utilisé en médecine nucléaire.
9. ↑  radionucléide primordial.

### Remarques
- Il existe des échantillons géologiques exceptionnels dont la composition isotopique est en dehors de l'échelle donnée. L'incertitude sur la masse atomique de tels échantillons peut excéder les valeurs données.
- Les valeurs marquées # ne sont pas purement dérivées des données expérimentales, mais aussi au moins en partie à partir des tendances systématiques. Les spins avec des arguments d'affectation faibles sont entre parenthèses.
- Les incertitudes sont données de façon concise entre parenthèses après la décimale correspondante. Les valeurs d'incertitude dénotent un écart-type, à l'exception de la composition isotopique et de la masse atomique standard de l'IUPAC qui utilisent des incertitudes élargies[7].